# Hunsur
Hunsur è una città dell'India di 43.893 abitanti, situata nel distretto di Mysore, nello stato federato del Karnataka. In base al numero di abitanti la città rientra nella classe III (da 20.000 a 49.999 persone).

## Geografia fisica
La città è situata a 12° 18' 27 N e 76° 17' 16 E e ha un'altitudine di 791 m s.l.m..

## Società

### Evoluzione demografica
Al censimento del 2001 la popolazione di Hunsur assommava a 43.893 persone, delle quali 22.395 maschi e 21.498 femmine. I bambini di età inferiore o uguale ai sei anni assommavano a 5.366, dei quali 2.790 maschi e 2.576 femmine. Infine, coloro che erano in grado di saper almeno leggere e scrivere erano 30.184, dei quali 16.590 maschi e 13.594 femmine.